# Subject Alternative Name

Un Subject Alternative Name (SAN) ou Nom Alternatif du Sujet en français est une extension de la norme X.509. Cela permet d'ajouter des valeurs à un certificat en utilisant le champ subjectAltName.

## Valeurs
Il est possible d'ajouter les valeurs suivantes :
- adresses mail ;
- adresses IP ;
- URL ;
- noms de domaine ;
- Directory Name : une alternative au Distinguished Names utilisée pour le sujet du certificat.

## Certificats
Ce système permet de créer des certificats multi-domaine. Il est alors possible d'avoir un certificat valable pour plusieurs URL comme :
- www.exemple.fr ;
- exemple.fr ;
- demo.exemple.fr.